# Subaru BRZ

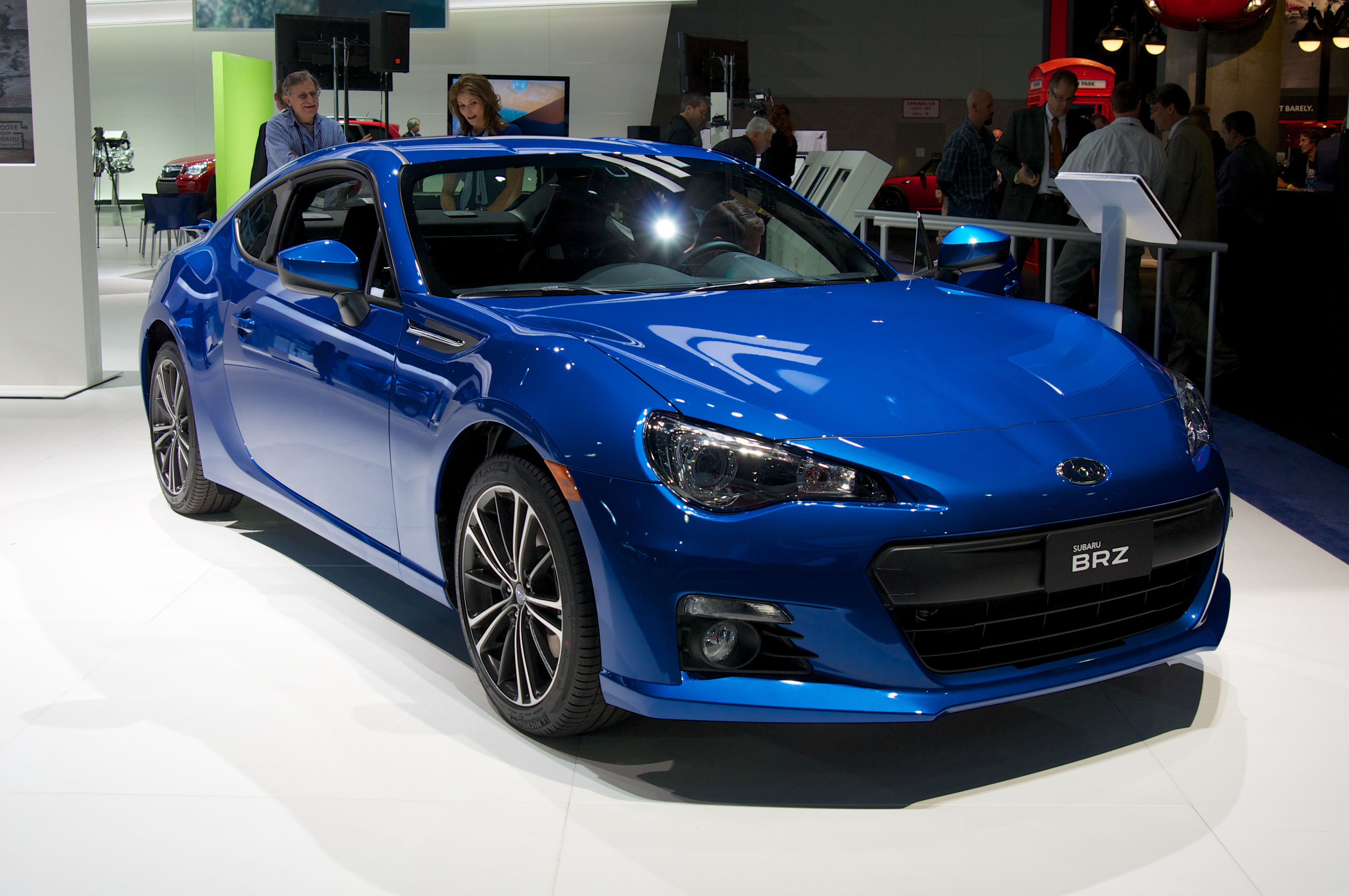
Subaru BRZ

De Subaru BRZ is een achterwielaangedreven sportcoupé die in samenwerking met Toyota is gebouwd. Toyota verkocht dit model als GT86. Tot augustus 2017 werd dit model verkocht als Scion FR-S. BRZ staat voor Boxer engine (boxermotor), Rear-wheel drive (achterwielaandrijving) en Zenith (toppunt). De Subaru BRZ was van juni 2012 tot december 2019 leverbaar in Nederland. Er zijn ten minste 36 exemplaren nieuw en ten minste 55 door import op Nederlands kenteken gezet.
De Subaru BRZ, Toyota GT86 en Scion FR-S worden aangedreven door de 2,0 liter Subaru FA20D (Toyota motorcode: 4U-GSE) viercilinder boxermotor. Deze motor had een maximaal vermogen van 147 kW of 200 DIN pk bij 7000 tpm en een maximaal koppel van 205 Nm bij 6400-6600 tpm van 2012 tot en met 2016. Vanaf 2017 had deze motor een maximaal vermogen van 153 kW of 208 DIN pk bij 7000 tpm en een maximaal koppel van 212 Nm bij 6400 tpm.
De BRZ is gekoppeld aan de Toyota TL70 (Aisin AZ6) handgeschakelde zesbak of A960E zestraps automatische transmissie.